# Pallacanestro Brindisi 1981-1982
La Pallacanestro Brindisi 1981-1982, sponsorizzata Bartolini Trasporti prende parte al campionato italiano di Serie A1 pallacanestro. Quattordici squadre in un girone unico nazionale. Dopo la stagione regolare si svolge una fase detta Fase ad orologio dove ciascuna squadra incontra le tre squadre sottostanti in casa e le tre squadre sovrastanti in classifica fuori casa. La Pallacanestro Brindisi con 8V e 24P, 2541 p realizzati e 2818 subiti, giunge 14ª, ultima e viene retrocessa in Serie A2.

## Storia
Con la promozione nella massima serie è necessario rinnovare il roster allo scopo di renderlo competitivo, innanzitutto c'è il divorzio con Piero Pasini, il tecnico della doppia promozione, al suo posto Rudy D'Amico proveniente dal Maccabi Tel Aviv dove aveva appena vinto il campionato, la coppa d'Israele, la Coppa Campioni e la Coppa Intercontinentale, ma poco conoscitore del basket italiano. Altro abbandono importante è quello del capitano Piero Labate che dopo quindici anni di fedeltà alla causa Libertas prima e con la Pallacanestro poi, cambierà sponda cittadina approdando all'ASSI Brindisi. Piero Torda che era in prestito non sarà riscattato e andrà al Roseto Basket, mentre Marco Pedrotti sarà ceduto al Cidneo Brescia, Mauro Colonnello in prestito al Bassi Firenze e il giovane Spagnolo al Monteroni. Infine gli stranieri, a Otis Howard sarà rinnovato il contratto per altri due anni mentre Rich Yonakor sarà lasciato libero e tenterà la carta NBA con i San Antonio Spurs. Dal lato degli acquisti, rientra dal prestito alle Cantine Riunite Reggio Emilia il pivot Gianni Campanaro, dal CBM Parma viene prelevato la guardia Alessandro Goti e dalla Superga Mestre il play Sergio Sarra a completare i giovani brindisini Giovanni Ria, Pietro Zarcone e Massimo Vitali. Come straniero a far compagnia ad Howard viene acquistato Cliff Pondexter ala pivot di 206 cm proveniente dal campionato francese. Miglior marcatore della stagione e dell'intero campionato è Otis Howard con 840 punti in 32 partite, seguito da Claudio Malagoli con 676 p. e Cliff Pondexter con 469 p. sempre in 32 partite

## Roster
| Pallacanestro Brindisi 1981/1982 | Pallacanestro Brindisi 1981/1982 |
| Giocatori                        | Staff tecnico                    |
| -------------------------------- | -------------------------------- |

| N. | Naz.                   | Ruolo | Nome                | Anno | Alt.   | Peso |  |
| -- | ---------------------- | ----- | ------------------- | ---- | ------ | ---- |  |
| 4  | Italia (bandiera)      | P     | Pietro Zarcone      | 1963 | 180 cm |      |  |
| 5  | Italia (bandiera)      | C     | Giovanni Ria        | 1966 | 203 cm |      |  |
| 6  | Italia (bandiera)      | P     | Francesco Fischetto | 1961 | 175 cm |      |  |
| 7  | Italia (bandiera)      | AG    | Giuseppe Cavaliere  | 1963 | 202 cm |      |  |
| 8  | Italia (bandiera)      | AG    | Gianni Campanaro    | 1955 | 200 cm |      |  |
| 10 | Italia (bandiera)      | G     | Alessandro Goti     | 1961 | 194 cm |      |  |
| 14 | Italia (bandiera)      | A     | Carmine Spinosa ()  | 1959 | 196 cm |      |  |
| 15 | Stati Uniti (bandiera) | C     | Cliff Pondexter     | 1954 | 206 cm |      |  |
| 16 | Italia (bandiera)      | G     | Massimo Vitali      | 1962 | 190 cm |      |  |
| 17 | Italia (bandiera)      | P     | Sergio Sarra        | 1961 | 188 cm |      |  |
| 18 | Stati Uniti (bandiera) | C     | Otis Howard         | 1956 | 204 cm |      |  |
| 20 | Italia (bandiera)      | A     | Claudio Malagoli    | 1951 | 202 cm |      |  |

| Allenatore                                            |
| - Rudy D'Amico                                        |
| Assistente/i                                          |
| - Angelo Ciracì - Cosimo Marra Legenda - (C) Capitano |

## Risultati

### Stagione regolare
| Arbitri: | Bianchi (Roma) Rosi (Roma) |

|                                    |            |                                 |
| Flowers 24, Bariviera 23, Kupec 20 | Punti      | Howard 22, Goti 13, Malagoli 12 |
| Marzorati 4                        | Assist     |                                 |
| Bariviera 8                        | Rimbalzi   | Howard 16                       |
| Valerio Bianchini                  | Allenatori | Rudy D'Amico                    |

| Arbitri: | Bigozzi (Bologna) Maurizzi (Bologna) |

|                                      |            |                                 |
| Howard 29, Pondexter 21, Malagoli 16 | Punti      | Hughes 18, Gilardi 18, Hicks 14 |
| Howard, Pondexter 3                  | Assist     | Hughes 3                        |
| Howard 10                            | Rimbalzi   | Hughes 7                        |
| Rudy D'Amico                         | Allenatori | Giancarlo Asteo                 |

| Arbitri: | Fiorito (Roma) Zeppilli (Roma) |

|                                   |            |                                      |
| Haywood 28, Serafini 26, Wicks 18 | Punti      | Howard 36, Pondexter 20, Malagoli 10 |
| Haywood, Spillare, Serafini 4     | Assist     |                                      |
| Silvestrin 10                     | Rimbalzi   | Howard 20                            |
| Antonio Zorzi                     | Allenatori | Rudy D'Amico                         |

| Arbitri: | Bottari (Messina) Guglielmo (Messina) |

|                                        |            |                                      |
| Ponzoni 17, Kicanovic 16, Silvester 11 | Punti      | Howard 32, Malagoli 12, Pondexter 10 |
| Bouie 11                               | Rimbalzi   | Howard 13                            |
| Petar Skansi                           | Allenatori | Rudy D'Amico                         |

| Arbitri: | Rotondo (Bologna) Dal Fiume (Imola) |

|                                      |            |                             |
| Malagoli 28, Howard 15, Pondexter 10 | Punti      | Jura 35, Brown 18, Forti 10 |
| Fischetto, Howard 2                  | Assist     | Arrigoni, Bosio, Forti 3    |
| Howard 15                            | Rimbalzi   | Jura 15                     |
| Rudy D'Amico                         | Allenatori | Massimo Mangano             |

| Arbitri: | Montella (Napoli) Baldini (Firenze) |

|                                      |            |                                      |
| Howard 28, Pondexter 19, Malagoli 14 | Punti      | Sojourner 30, Brunamonti 16, Zeno 14 |
| Fischetto, Howard 4                  | Assist     |                                      |
| Howard 15                            | Rimbalzi   | Zeno 12                              |
| Rudy D'Amico                         | Allenatori | Claudio Vandoni                      |

| Arbitri: | Maggiore (Roma) Grotti (Pineto) |

|                                          |            |                                      |
| Griffin 29, Francescatto 24, Dal Seno 14 | Punti      | Howard 31, Malagoli 25, Pondexter 20 |
| Cordella 5                               | Assist     | Fischetto 3                          |
| Griffin 14                               | Rimbalzi   | Howard 10                            |
| Riccardo Bocci                           | Allenatori | Rudy D'Amico                         |

| Arbitri: | Albanese (Busto Arsizio) Tallone (Varese) |

|                                      |            |                               |
| Malagoli 29, Howard 22, Pondexter 14 | Punti      | Jordan 32, Starks 24, Minà 12 |
| Malagoli 6                           | Assist     | Iacopini, Minà 2              |
| Pondexter 14                         | Rimbalzi   | Starks 19                     |
| Rudy D'Amico                         | Allenatori | Edoardo Rusconi               |

| Arbitri: | Vassallo (Roma) Di Lella (Roma) |

|                              |            |                                      |
| Boston 25, Mosley 22, Zin 14 | Punti      | Malagoli 29, Howard 16, Pondexter 12 |
| Zin 3                        | Assist     |                                      |
| Boston 19                    | Rimbalzi   | Pondexter 10                         |
| Piero Pasini                 | Allenatori | Rudy D'Amico                         |

| Arbitri: | Cagnazzo (Roma) Filippone (Roma) |

|                                      |            |                                      |
| Howard 28, Malagoli 22, Pondexter 12 | Punti      | Premier 22, D'Antoni 20, Gianelli 18 |
|                                      | Assist     | Giannelli 2                          |
| Howard 18                            | Rimbalzi   | Giannelli 9                          |
| Rudy D'Amico                         | Allenatori | Dan Peterson                         |

| Arbitri: | Rotondo (Bologna) Dal Fiume (Imola) |

|                                           |            |                                      |
| Della Fiori 36, Mottini 24, Brickowski 19 | Punti      | Howard 29, Malagoli 20, Pondexter 20 |
| Della Fiori, Brickowski 11                | Rimbalzi   | Howard 8                             |
| Elio Pentassuglia                         | Allenatori | Rudy D'Amico                         |

| Arbitri: | Paronelli (Varese) Casamassima (Cantù) |

|                                      |            |                                      |
| Howard 33, Malagoli 26, Pondexter 14 | Punti      | Frederick 34, Bonamico 28, Fantin 14 |
| Malagoli, Pondexter 3                | Assist     | Frederick 3                          |
| Howard 17                            | Rimbalzi   | Rolle 12                             |
| Rudy D'Amico                         | Allenatori | Aza Nikolić                          |

| Arbitri: | Giordano (Napoli) Pallonetto (Napoli) |

|                                      |            |                                      |
| Campbell 20, Brumatti 18, Wansley 16 | Punti      | Howard 31, Malagoli 20, Pondexter 20 |
| Caglieris 7                          | Assist     |                                      |
| Wansley 16                           | Rimbalzi   | Howard 12                            |
| Gianni Asti                          | Allenatori | Rudy D'Amico                         |

| Arbitri: | Martolini (Roma) Ranieri (Reggio Calabria) |

|                                      |            |                               |
| Howard 27, Malagoli 27, Pondexter 16 | Punti      | Riva 30, Kupec 15, Flowers 15 |
| Fischetto, Howard, Pondexter 2       | Assist     | Kupec, Riva 2                 |
| Howard 23                            | Rimbalzi   | Flowers 12                    |
| Rudy D'Amico                         | Allenatori | Gino Casamassima              |

| Arbitri: | Albanese (Busto Arsizio) Tallone (Varese) |

|                                    |            |                                      |
| Hicks 27, Polesello 15, Gilardi 14 | Punti      | Malagoli 18, Pondexter 14, Howard 12 |
| Gilardi, Hughes, Rossetti 2        | Assist     |                                      |
| Hughes 16                          | Rimbalzi   | Howard 10                            |
| Giancarlo Asteo                    | Allenatori | Rudy D'Amico                         |

| Arbitri: | Garibotti (Chiavari) Marchis (Torino) |

|                                      |            |                                 |
| Malagoli 27, Howard 27, Pondexter 11 | Punti      | Spillare 24, Wicks 19, Seals 16 |
| Fischetto 3                          | Assist     | Serafini 4                      |
| Howard 20                            | Rimbalzi   | Serafini 10                     |
| Rudy D'Amico                         | Allenatori | Antonio Zorzi                   |

| Arbitri: | Bianchi (Roma) Maggiore (Roma) |

|                                      |            |                                      |
| Howard 34, Malagoli 27, Pondexter 10 | Punti      | Silvester 36, Kicanovic 23, Bouie 20 |
| Fischetto 4                          | Assist     | Kicianovic 3                         |
| Howard 18                            | Rimbalzi   | Bouie 15                             |
| Rudy D'Amico                         | Allenatori | Petar Skansi                         |

| Arbitri: | Martolini (Roma) Fiorito (Roma) |

|                             |            |                                      |
| Jura 28, Brown 28, Bosio 14 | Punti      | Malagoli 28, Howard 23, Pondexter 15 |
| Bosio 6                     | Assist     | Fischetto 2                          |
| Jura 15                     | Rimbalzi   | Howard, Pondexter 12                 |
| Massimo Mangano             | Allenatori | Rudy D'Amico                         |

| Arbitri: | Montella (Napoli) Giordano (Napoli) |

|                                     |            |                                      |
| Zeno 25, Sojourner, 16, Blasetti 16 | Punti      | Howard 22, Pondexter 18, Malagoli 12 |
| Brunamonti 6                        | Assist     |                                      |
| Blasetti 16                         | Rimbalzi   | Pondexter 11                         |
| Claudio Vandoni                     | Allenatori | Rudy D'Amico                         |

| Arbitri: | Zanon (Venezia) Gorlato (Udine) |

|                                      |            |                                       |
| Howard 29, Malagoli 19, Pondexter 14 | Punti      | Griffin 26, Solfrizzi 17, Dal Seno 12 |
|                                      | Assist     | Cordella 4                            |
| Howard 17                            | Rimbalzi   | Griffin 14                            |
| Rudy D'Amico                         | Allenatori | Carlo Rinaldi                         |

| Arbitri: | Cagnazzo (Roma) Butà (Udine) |

|                      |            |                                     |
| Jordan 28, Starks 21 | Punti      | Malagoli 30, Howard 18, Fischetto 8 |
| Anconetani 3         | Assist     | Fischetto 3                         |
| Starks 20            | Rimbalzi   | Howard, Pondexter 8                 |
| Edoardo Rusconi      | Allenatori | Rudy D'Amico                        |

| Arbitri: | Duranti (Pisa) Vitolo (Pisa) |

|                                      |            |                                 |
| Malagoli 23, Howard 19, Pondexter 19 | Punti      | Marietta 17, Boston 15, Riva 13 |
| Pondexter 11                         | Rimbalzi   | Mosley 14                       |
| Rudy D'Amico                         | Allenatori | Piero Pasini                    |

| Arbitri: | Buttari (Messina) Raineri (Reggio Calabria) |

|                                        |            |                                      |
| Gianelli 26, Ferracini 20, Meneghin 18 | Punti      | Howard 30, Malagoli 18, Pondexter 10 |
| D'Antoni 4                             | Assist     |                                      |
| Giannelli 19                           | Rimbalzi   | Pondexter 17                         |
| Dan Peterson                           | Allenatori | Rudy D'Amico                         |

| Arbitri: | Giordano (Napoli) Pallonetto (Napoli) |

|                                      |            |                                           |
| Malagoli 30, Howard 28, Pondexter 12 | Punti      | Della Fiori 26, Mottini 14, Brickowski 14 |
| Pondexter 14                         | Rimbalzi   | Della Fiori 6                             |
| Rudy D'Amico                         | Allenatori | Richard Percudani                         |

| Arbitri: | Grotti (Pineto) Bellisari (Roseto) |

|                                     |            |                                      |
| Frederick 36, Rolle 22, Villalta 21 | Punti      | Howard 33, Pondexter 16, Malagoli 10 |
| Bonamico, Rolle 5                   | Assist     | Fischetto 4                          |
| Rolle 19                            | Rimbalzi   | Howard 9                             |
| Aza Nikolić                         | Allenatori | Rudy D'Amico                         |

| Arbitri: | Tallone (Varese) Ciocca (Milano) |

|                                      |            |                                       |
| Malagoli 32, Howard 27, Pondexter 15 | Punti      | Campbell 39, Sacchetti 26, Wansley 14 |
| Fischetto 2                          | Assist     | Caglieris, Campbell 2                 |
| Howard 13                            | Rimbalzi   | Wansley, Campbell 10                  |
| Rudy D'Amico                         | Allenatori | Gianni Asti                           |

### Seconda fase
| Arbitri: | Bartolini (Grosseto) Bernardini (Livorno) |

|                                      |            |                                       |
| Malagoli 30, Howard 19, Pondexter 17 | Punti      | Wansley 27, Campbell 16, Sacchetti 15 |
| Fischetto 3                          | Assist     | Sacchetti 3                           |
| Howard 17                            | Rimbalzi   | Campbell 7                            |
| Rudy D'Amico                         | Allenatori | Gianni Asti                           |

| Arbitri: | Rotondo (Bologna) Dal Fiume (Imola) |

|                                            |            |                                      |
| Della Fiori 30, Mentasti 16, Brickowski 14 | Punti      | Howard 26, Pondexter 12, Malagoli 10 |
| Brickowski 3                               | Assist     |                                      |
| Bassett 18                                 | Rimbalzi   | Howard 13                            |
| Richard Percudani                          | Allenatori | Rudy D'Amico                         |

| Arbitri: | Martolini (Roma) Fiorito (Roma) |

|                                      |            |                                        |
| Howard 21, Malagoli 18, Pondexter 17 | Punti      | D'Antoni 22, Gianelli 21, Ferracini 14 |
| Fischetto, Howard 2                  | Assist     | D'Antoni, Meneghin 2                   |
| Howard 12                            | Rimbalzi   | Meneghin 8                             |
| Rudy D'Amico                         | Allenatori | Dan Peterson                           |

| Arbitri: | Ciocca (Milano) Spotti (Milano) |

|                                      |            |                                      |
| Howard 31, Malagoli 24, Pondexter 19 | Punti      | Kicanovic 30, Zampolini 15, Bouie 14 |
| Fischetto 3                          | Assist     | Kicianovic 3                         |
| Howard 16                            | Rimbalzi   | Bouie 9                              |
| Rudy D'Amico                         | Allenatori | Petar Skansi                         |

| Arbitri: | Bianchi (Roma) Forcina (Roma) |

|                                       |            |                                      |
| Iavaroni 29, Griffin 26, Solfrizzi 14 | Punti      | Howard 30, Cavaliere 11, Malagoli 10 |
| Cordella 7                            | Assist     |                                      |
| Griffin 13                            | Rimbalzi   | Howard 14                            |
| Riccardo Bocci                        | Allenatori | Rudy D'Amico                         |

| Arbitri: | Bottari (Messina) Guglielmo (Messina) |

|                                   |            |                                 |
| Boston 18, Marietta 14, Mosley 14 | Punti      | Howard 30, Malagoli 20, Goti 15 |
| Boston 3                          | Assist     | Fischetto, Malagoli 2           |
| Boston 12                         | Rimbalzi   | Howard 9                        |
| Gianmaria Conte                   | Allenatori | Rudy D'Amico                    |

## Statistiche

### Statistiche di squadra
| Competizione | Punti | In casa | In casa | In casa | In casa | In casa | In trasferta | In trasferta | In trasferta | In trasferta | In trasferta | Totale | Totale | Totale | Totale | Totale | Totale |
| Competizione | Punti | G       | V       | P       | PF      | PS      | G            | V            | P            | PF           | PS           | G      | V      | P      | PF     | PS     | DIF    |
| ------------ | ----- | ------- | ------- | ------- | ------- | ------- | ------------ | ------------ | ------------ | ------------ | ------------ | ------ | ------ | ------ | ------ | ------ | ------ |
| Serie A/1    | 16    | 16      | 7       | 9       | 1326    | 1364    | 16           | 1            | 15           | 1215         | 1454         | 32     | 8      | 24     | 2541   | 2818   | -277   |

### Statistiche dei giocatori
| Giocatore           | Generali | Generali | Generali | Generali | Tiri liberi | Tiri liberi | Tiri liberi | Tiri da sotto | Tiri da sotto | Tiri da sotto | Tiri da fuori | Tiri da fuori | Tiri da fuori | Tiri Totale | Tiri Totale | Tiri Totale | Rimbalzi | Rimbalzi | Rimbalzi | Palle | Palle | Stoppate | Stoppate | Val    | Medie | Medie |
| Giocatore           | PG       | PTI      | MIN      | AS       | Rea         | Ten         | %           | Rea           | Ten           | %             | Rea           | Ten           | %             | Rea         | Ten         | %           | Dif      | Off      | Tot      | Per   | Rec   | Dat      | Sub      | Totale | Pun   | Val   |
| ------------------- | -------- | -------- | -------- | -------- | ----------- | ----------- | ----------- | ------------- | ------------- | ------------- | ------------- | ------------- | ------------- | ----------- | ----------- | ----------- | -------- | -------- | -------- | ----- | ----- | -------- | -------- | ------ | ----- | ----- |
| O.Howard            | 32       | 840      | 1262     | 28       | 120         | 226         | 53,1        | 300           | 453           | 66,2          | 60            | 150           | 40,0          | 360         | 603         | 59,7        | 278      | 159      | 437      | 138   | 75    | 26       | 19       | 900    | 26,3  | 28,1  |
| C.Malagoli          | 32       | 676      | 1125     | 24       | 76          | 87          | 87,4        | 54            | 102           | 52,9          | 246           | 537           | 45,8          | 300         | 639         | 46,9        | 64       | 31       | 95       | 68    | 25    | 12       | 24       | 390    | 21,1  | 12,2  |
| C.Pondexter         | 32       | 469      | 1223     | 20       | 73          | 115         | 63,5        | 137           | 215           | 63,7          | 61            | 150           | 40,7          | 198         | 365         | 54,2        | 191      | 87       | 278      | 105   | 82    | 29       | 12       | 552    | 14,7  | 17,3  |
| Francesco Fischetto | 30       | 142      | 968      | 53       | 22          | 31          | 71,0        | 19            | 37            | 51,4          | 41            | 111           | 36,9          | 60          | 148         | 40,5        | 45       | 10       | 55       | 62    | 67    | 1        | 5        | 154    | 4,7   | 5,1   |
| A.Goti              | 32       | 117      | 332      | 0        | 35          | 52          | 67,3        | 25            | 46            | 54,3          | 16            | 51            | 31,4          | 41          | 97          | 42,3        | 13       | 11       | 24       | 24    | 9     | 0        | 9        | 44     | 3,7   | 1,4   |
| Carmine Spinosa     | 30       | 92       | 556      | 3        | 14          | 27          | 51,9        | 13            | 28            | 46,4          | 26            | 88            | 29,5          | 39          | 116         | 33,6        | 17       | 11       | 28       | 45    | 16    | 0        | 6        | -2     | 3,1   | -0,1  |
| S.Sarra             | 32       | 87       | 434      | 5        | 23          | 34          | 67,6        | 14            | 33            | 42,4          | 18            | 63            | 28,6          | 32          | 96          | 33,3        | 20       | 18       | 38       | 36    | 22    | 0        | 4        | 37     | 2,7   | 1,2   |
| Giovanni Campanaro  | 31       | 82       | 323      | 4        | 8           | 17          | 47,1        | 27            | 54            | 50,0          | 10            | 30            | 33,3          | 37          | 84          | 44,0        | 29       | 22       | 51       | 17    | 4     | 1        | 8        | 61     | 2,6   | 2,0   |
| Giuseppe Cavaliere  | 30       | 34       | 147      | 1        | 8           | 10          | 80,0        | 10            | 16            | 62,5          | 3             | 18            | 16,7          | 13          | 34          | 38,2        | 10       | 10       | 20       | 9     | 8     | 1        | 2        | 30     | 1,1   | 1,0   |
| Pietro Zarcone      | 18       | 2        | 32       | 0        | 0           | 2           | 0           | 1             | 3             | 33,3          | 0             | 2             | 0             | 1           | 5           | 20,0        | 0        | 0        | 0        | 2     | 3     | 0        | 0        | -3     | 0,1   | -0,2  |
| Massimo Vitali      | 20       | 0        | 13       | 0        | 0           | 0           | 0           | 0             | 1             | 0             | 0             | 0             | 0             | 0           | 0           | 0           | 0        | 0        | 0        | 0     | 0     | 0        | 0        | 0      | 0     | 0     |
| Giovanni Ria        | 1        | 0        | 0        | 0        | 0           | 0           | 0           | 0             | 0             | 0             | 0             | 0             | 0             | 0           | 0           | 0           | 0        | 0        | 0        | 0     | 0     | 0        | 0        | 0      | 0     | 0     |
| Squadra             | 0        | 0        | 0        | 0        | 0           | 0           | 0           | 0             | 0             | 0             | 0             | 0             | 0             | 0           | 0           | 0           | 75       | 146      | 221      | 14    | 199   | 0        | 0        | 406    | 0     | 0     |
| TOTALE SQUADRA      | 32       | 2541     | 6415     | 138      | 379         | 601         | 63,1        | 600           | 987           | 60,8          | 481           | 1200          | 40,1          | 1081        | 2187        | 49,4        | 742      | 505      | 1247     | 520   | 510   | 70       | 89       | 2569   | 79,4  | 80,3  |

## Fonti
La Gazzetta del Mezzogiorno e Superbasket edizione 1981-82